# Adolfo Ramón Canecín
Adolfo Ramón Canecín (* 25. März 1958 in Formosa, Provinz Formosa, Argentinien) ist ein argentinischer Geistlicher und römisch-katholischer Bischof von Goya.

## Leben
Adolfo Ramón Canecín empfing am 25. März 1988 das Sakrament der Priesterweihe für das Bistum Formosa. Neben verschiedenen Tätigkeiten in der Pfarrseelsorge war er Rector ecclesiae an der Kathedrale von Formosa, Generalvikar und Rektor des interdiözesanen Priesterseminars La Encarnación in Resistencia.
Bis zu seiner Ernennung zum Bischof war er Bischofsvikar für die Seelsorge und geistlicher Assistent der Charismatischen Gemeindeerneuerung im Bistum Formosa.
Am 9. Dezember 2014 ernannte ihn Papst Franziskus zum Koadjutorbischof von Goya. Die Bischofsweihe spendete ihm der Bischof von Goya, Ricardo Oscar Faifer, am 25. März des folgenden Jahres. Mitkonsekratoren waren der Erzbischof von Corrientes, Andrés Stanovnik OFMCap, und der Bischof von Formosa, José Vicente Conejero Gallego. Mit dem Rücktritt Ricardo Oscar Faifers am 24. September 2015 trat er dessen Nachfolge als Bischof von Goya an.